# Reiderschans
De Reiderschans was een schans uit de Tachtigjarige Oorlog gebouwd nabij de buurtschap Reide, ten noordoosten van Termunten in Groningen, op de zogenaamde Punt van Reide. 
De schans werd gebouwd door Caspar de Robles in (1569), en door Willem Lodewijk op 24 juni 1589 bezet, als strategische uitvalbasis tegen de Spaanse bezetters. Het Friese garnizoen heeft er gelegen van 1591 tot 1594. De schans is verder uitgebouwd in die jaren tot een grote versterking met vijf bastions. De schans is bekend om zijn muntslag.
De schans had de opdracht om de scheepvaart op de Eems te controleren. Tegelijkertijd moesten de schansen van Oterdum en Reide ervoor zorgen dat de Spaanse troepen afgesloten moesten worden van de buitenwereld. Bij de vloed van 1597 is de Reiderschans verdwenen. De Reiderschans is in de 19e eeuw ontmanteld. Alleen de contouren herinneren nog aan de plek waar eens de Schans stond.